# هاك باد
هاك باد هو محرر نصوص تعاوني في الوقت الفعلي [الإنجليزية] قائم على الويب، مُتفرِّع مِن إيثرباد.
في أبريل 2014، استحوذت دروبوكس على تطبيق هاك باد. في أبريل 2015، تمَّ الإعلان عن جعل البرنامج ذو مصدرٍ مفتوح، وتمَّ نشر كود المصدر على جت هاب في أغسطس 2015، بموجب رخصة أباتشي، إصدار 2.0. في 25 أبريل 2017، أُعلِنَ عن إغلاق التطبيق نهائيًّا في 19 يوليو 2017، ونقلهِ بشكلٍ دائم إلى دروبوكس بيبر [الإنجليزية].

## انظُر أيضًا
- إيثيرباد
- مستندات جوجل

## روابط خارجيَّة
- الموقع الرسمي